# Маерле, Мартина
Мартина Маерле (хорв. Martina Majerle; род. 2 мая 1980 в Риеке, Хорватия) — хорватская певица словено-боснийского происхождения.

## Биография
Мартина представляла Словению на конкурсе песни Евровидение 2009 в Москве вместе со струнным квартетом Quartissimo, с песней «Love Symphony». Композиция была исполнена во втором полуфинале, однако не была квалифицирована до финала. Мартина уже имела опыт участия на Евровидении как бэк-вокалистка, в 2003 (Хорватия), 2007 (Словения), 2008 (Черногория), 2011 (Словения), 2012 (Словения), 2014 (Черногория), 2016 (Хорватия).
Свой первый музыкальный опыт исполнительница получила, выступая как вокалистка в местной музыкальной группе Putokazi. В дальнейшем — выступала с эмбиент-электро-поп группой Atmospheric. Неоднократно выступала как бэк-вокалистка на выступлениях исполнителей из Чехии, Словении, Боснии и др. стран.
В настоящее время Мартина Маерле — член хорватского национального оркестра.